# 成澤ひなみ
成澤 ひなみ（なるさわ ひなみ、1988年3月9日 - ）は、日本のAV女優。LINX所属。

## 略歴・人物
神奈川県出身。2016年8月にデビューした熟女系の巨乳AV女優。
趣味・特技は旅行、読書、ブログ。
2017年にタレント・風俗嬢の山村茜とビッチアイドルグループ「inmoralister」(インモラリスター) を結成。ライブ活動も行う。
「inmoralister」として第8回下-1女相撲準優勝。AV作品で女性の気持ちよさを知って以来、「おっぱいをずっと頬ずりしたいし、大好き！サイズ関係なくおっぱいは全部尊い！」とおっぱいをリスペクトいる。

## 出演作品

### アダルトDVD
2016年
- 心底スケベな真夏の人妻 巨乳Hカップ103cmが激しく揺れる！AVデビュー!!（8月1日、ヴィーナス）
- 近親相汗 「火照る肉体、蒸れた子宮、ガマンできない親子の本能」（9月1日、ヴィーナス）
- 平凡で地味なスーパー勤務の巨乳メガネ熟女 レジ担当8年 成澤さん30歳（9月1日、プラネットプラス）
- ザ・面接 VOL.151 女性飢広場はじゅるじゅる祭り（9月20日（レンタル）/11月25日（セル）、アテナ映像）他出演:咲月奈緒、涼海みさ
- 「ノーブラ乳首」で子○たちを発情させてしまった巨乳淑女たち!!（10月6日、アイエナジー）他出演:川越ゆい、宇野杏奈、小西みか
- 超敏感乳首絶頂巨乳妻（10月23日、ジュエル）※「神山あずさ」名義
- 一般男女モニタリングAV マジックミラーの向こうには愛する旦那(=お父さん)! 心優しい巨乳のお母さんといまだ童貞の息子がSEXの予行演習で素股に挑戦! 17年ぶりにふれたおっぱいに童貞ち○ぽは暴発寸前! 母性溢れるママま○ことムスコち○ぽを擦り合わせたら旦那の目の前なのにヌルッと挿入してしまうのか!? 禁断の母子筆おろし近親相姦企画 2（10月19日、ディープス）他出演:谷原希美、秋山静香、天海しおり
- ムチムチして肉付きのいい主婦 上品なメガネ奥さんに恥ずかしい格好させてデカチンでイカせまくりました!（11月1日、リコピン）
- 夫婦なのにゴム付きSEXしかさせてもらえない娘ムコを不憫に思った義母がこっそり生ハメ中出し（11月10日、ナチュラルハイ）他出演:臼井さと美、伊織涼子
- 夫の前で隙だらけな姿をさらす妻はオマ○コも恥知らず!? 自分の裸で勃起した旦那の友人棒をスキだらけな膣内にナマ挿入&ザーメン垂れ流し放題!（11月11日、SCOOP）他出演:河井美香、西園寺ミヅキ、川越ゆい、早野いちか
- マグロ君に大人気! オマ○コを持て余している奥様2人が同時にチ○ポを攻めてくれてしかも店に内緒で挿入しようとしてくる出張人妻メンズエステがあるという噂は本当か?（11月11日、SCOOP）他出演:沙原さゆ、湯本珠未、川越ゆい、木下寧々、早野いちか
- 元グラドル変態ドM爆乳人妻調教（11月18日、upson）
- 濃厚汁接吻 欲求不満で再会レズビアン 女と女の際限ない欲望と快楽（11月23日、ヒビノ）共演:水原さな
- 素人奥さんご馳走様でした。 全国縦断「Maji」100％ナンパ 早くイクこと風の如し! これぞハメ撮り風林火山 山梨のゴム無しセックス大好き若妻編（11月25日、ビッグモーカル）※「さら」名義　他出演:ひなみ、みずき(藍奈みずき)、みなみ、綾香
- 絶倫老人たちに孕ませ輪姦されイキまくる巨乳嫁 V（12月2日、クリスタル映像）
- 一般男女モニタリングAV マジックミラーの向こうには家族想いの父親! 街行く仲良し家族が母娘親子丼3Pに挑戦! 2 童貞息子を母親&女子校生の妹が連続射精筆おろしできたら100万円! 19年ぶりにふれた巨乳母のおっぱいに息子ち○ぽは思わずフル勃起!初めて見る妹のJKま○こに童貞兄は暴発寸前! お父さんの目の前なのに性欲を刺激された3人は超禁断のＷ中出し近親相姦してしまうのか!?（12月7日、ディープス）他出演:姫川ゆうな、鈴屋いちご、宮沢ゆかり、中山香苗 ほか
- 姉を犯してしまったところを母親に見られ後戻りができず泥沼中出し親子丼 3（12月8日、ナチュラルハイ）共演:斉藤みゆ　他出演:聖菜アリサ(水嶋アリス)、児玉るみ
- マジックミラー号 心優しい子持ちのママがデカチンで妻に挿入を許してもらえない男性に素股奉仕 産後で感度が上がったマ○コは我慢できず、不倫挿入真正中出し! 2（12月22日、SODクリエイト）※「まな」名義　他出演:みほ、めぐみ、みゆき

2017年
- 巨乳人妻レズ交尾 〜女と女の爛れた性交〜（1月1日、U&K）共演:藤本梨花
- 「『私の胸のせいで集中できなくてゴメンね』 受験生を勃起させた巨乳おばさん家庭教師はヤらずには勉強を進められない」 VOL.1（1月6日、DANDY）他出演:円城ひとみ、牧野遥
- 胸チラ妻の捨てた恥ずかしいゴミを漁ったら即ハメできるのか!? 青姦中出しナンパ（1月6日、グリグリ）他出演:伊東紅、高谷さつき、最上晶、水咲菜々美、水城りの、坂本すみれ、二宮和香、高本優香 ほか
- 隠れ巨乳パート地味主婦初露出3P羞恥イキ狂い!!（1月7日、山と空）
- 出産して急激に感度があがった産休明けの家内が、スポーツクラブで集団痴漢に会い、理性崩壊し腰をガクガク震わせ異常興奮。グショ濡れマ●コに寝取られ中出しされた件。（1月13日、ゲッツ!!）他出演:高本優香、高谷さつき
- お色気P●A会長と悪ガキ生徒会（1月19日、グローリークエスト）
- モニタリング 友達の巨乳ママ×童貞 ずっと気になっていた友達の巨乳ママと童貞男子が密室で二人っきり! 素股でSEXの予行演習をするはずが、カチカチの童貞チ●ポに思わず発情!? やさしい騎乗位でそのまま筆卸し（2月2日、SODクリエイト）※「ゆかり」名義　他出演:なつこ(桐島美奈子)、かなえ(真山由夏)、まゆみ(倉本雪音)
- 出産直後でご無沙汰中の子育てママは100％欲求不満!「そのオッパイ、赤ちゃんの代わりに僕が舐めてあげますよ♥」 ナンパ即ハメ中出し!!（2月3日、グリグリ）他出演:水咲菜々美、神山なな、高本優香、坂本すみれ、大橋優子、二宮和香、美泉咲、最上晶、高城彩
- 温泉宿を一人旅する人妻の飢えた下半身の実情（2月3日、グリグリ）他出演:桃瀬ゆり、川上ゆう、金崎あい、水城奈緒、安藤なな、中野友美、岬このは
- 一般人の人妻が、乱交OKの混浴温泉に間違えて入ってきた！待ち伏せ中のワニ達に痴漢され、理性崩壊し…（2月10日、ゲッツ!!）他出演:桃瀬ゆり、江上しほ
- 寝取られ人妻レズビアン 〜女房の浮気相手は俺の部下〜（2月13日、U&K）共演:羽生ありさ(小峰ひなた)
- ヘンリー塚本原作 変態(すきもの)一家 父/母/娘/祖母（2月13日、FAプロ）共演:相澤ゆりな、汝鳥すみか
- 人妻寸止めイキ殺し絶頂ハネ腰エステ（2月15日、ロータス）他出演:楪まりか、雪美えみる
- 「あっ!ナマで入っちゃった!」 凄テクオイル素股でチ○ポをマ○コに擦りつけてたら思わずフル勃起からの生挿入!本番禁止のはずなのに生中出しSEXまでしちゃった4人の爆乳美熟女デリヘル嬢（2月16日、グローリークエスト）他出演:彩奈リナ、葉月奈穂、松坂美紀
- 人妻巨乳熟女スポコス淫交撮影会（2月17日、クリスタル映像）共演:加山なつこ、桐島美奈子、今藤霧子
- 巨乳未亡人強制孕ませ輪姦（2月17日、クリスタル映像）
- 大人の女の大きくてムチムチな尻にブルマー履かせてみた（2月19日、タマネギ）他出演:柏木みこ ほか
- 欲求不満妻たちのセンズリ鑑賞 其の十四（3月3日、OFFICE K'S）他出演:彩奈リナ、早野いちか、加納綾子、二宮和香
- 射精してもシゴき続ける素人娘の悶絶手コキ責め!（3月3日、虎堂）他出演:水城りの、彩奈リナ、二宮和香、加納綾子、柊木なな、来栖らいち ほか
- お湯に浮くほどデッカイおっぱいをのぞいていたら…!? 無職のボクは親戚が経営する温泉宿の手伝いに。どうせ暇だろう…と気を抜いていると、まさかの若妻の団体がやって来た！忙しい生活から解放されたのか、温泉に入るなりおっぱいを見せ合い大はしゃぎ!大きなおっぱいが湯船にプカプカ浮いている！その様子をのぞいていると…見つかってしまい大騒ぎになると思ったら?逆に誘われて混浴状態に!すると、ボクの勃起に気付いた若妻たちの欲求不満が爆発！デッカイおっぱいを見せつけてきて「1回だけ…!」と言いつつも何度もチ○ポを求めてきた!（3月7日、Hunter）共演:三島奈津子、本真ゆり、羽生ありさ、羽月希
- 完全ノーカット撮影 （新）本気で何度もイキまくるディルドオナニー 1（3月17日、OFFICE K'S）他出演:二宮和香、彩奈リナ、早野いちか、すなお恵
- 素人美女厳選 あなたのヘアヌード見せてください vol.2（3月17日、綺面組）他出演:二宮和香、彩奈リナ、早野いちか、杏堂怜、優保なのか、すなお恵 ほか
- 社員旅行でハメをはずし過ぎて泥酔した巨乳女子社員を痴漢して中出ししちゃったビデオ（3月19日、アパッチ）他出演:三島奈津子、藤川れいな、羽生ありさ、本真ゆり、葵千恵
- 人妻107cm!!Hcup! 発見! シロウト奥さん6年間SEXレス…チ○ポを挿れたくてAV出演! 中出ししちゃいました! プリプリしたチ○ポが大好き! 精子も飲むのが大好きです!（4月1日、生貝）
- 同じ団地のママ友同士がイカセ合い!! ガチンコ素人団地妻レズバトル 2 イキ我慢は禁止!1回イカセる度に賞金10万円!イカセた回数で勝負が決まる!!（4月6日、ROCKET）共演:しほのちさ　他出演:加藤あやの、希咲あや、吉田花、羽月希
- 【1番ヤバい動画はコレ】 この後、避妊なしで無茶苦茶にされるワタシ 6 人妻 ひなみ(仮)37歳（4月13日、アリスJAPAN）
- 夫の寝とられ性癖 2（4月17日、ソルト・ペッパー）
- ウチの妻が眼鏡を外したら後はお願いします。（4月27日、タカラ映像）
- 隣人マダム寝取り合い（5月5日、クリスタル映像）他出演:倉本雪音、城崎桐子
- 巨乳すぎる先輩と奇跡の中出し3P! 小心者で超奥手のボクに千載一遇のチャンス到来!! 出張先の旅館の手違いで巨乳過ぎる先輩女子社員2人とまさかの相部屋!! 川の字で寝る事に!先輩たちは寝相が悪くて浴衣がどんどん乱れて生パンティ&生巨乳が丸見え!もうフル勃起全開!でも、小心者のボクはお尻もおっぱいもお触りしまくりたい気持ちをグッと堪えて寝ることに!すると、なんと!!! 生パンティーと生巨乳が向こうからドンドンこっちに向かってきて急接近！もう我慢できなくなって巨乳を揉みまくっていたら実は起きていた先輩たちも興奮していたらしく逆にボクのチ○ぽを触ってきて奇跡の3Pセックス!最後は2人に中出しもしちゃいました!（5月7日、ゴールデンタイム）他出演:江上しほ、折原ほのか、三島奈津子、羽月希、葵千恵
- 中高年夫婦の性生活 6（5月13日、FAプロ）他出演:浅井舞香、桐島美奈子、横山夏希、眞ゆみ恵麻、小池絵美子
- 近親相姦×入れ替わり×NTR 近親相姦Change! 母親と妹が入れ替わった!?性欲を持て余してた母がJK妹の若い体でやりたい放題!ウブだった妹も熟れ熟れボディで淫乱ママにチェンジ!ギャル姉まで母妹と入れ替わってもう誰が誰だかわからないまま父親そっちのけで僕のチ○ポを奪い合う近親相姦入れ替わりNTR（5月18日、ROCKET）共演:相澤ゆりな、月嶋あかり
- 手を使わないWフェラ新バトル フェラチオアームレスリング フェラ上手な女優8人が腕相撲の形で1本のチ○ポを奪い合う真剣トーナメント!!（5月18日、ROCKET）共演:枢木みかん、加藤あやの、春川せせら、川越ゆい、横山凛、しほのちさ、加納綾子
- 汚部屋レズ 2 〜だらしない女と潔癖女〜（6月1日、U&K）共演:羽生ありさ　他出演:一条綺美香、松うらら、武藤あやか、真山由夏
- 旦那の在宅中に浮気相手を連れ込んでスリルと快楽を貪る淫ら妻（6月9日、クリスタル映像）他出演:倉本雪音、城崎桐子
- ヘンリー塚本原作 禁断の温泉旅館 湯けむり発情地獄!（6月13日、FAプロ）他出演:松うらら
- 入院中の性処理を母親には頼めないからお見舞いに来た叔母にお願いしたら優しい騎乗位でこっそりぬいてくれた14 中出しスペシャル (7月6日、ナチュラルハイ) 他出演:澁谷果歩、塚田詩織、阿川蘭
- ババコス!（BBA）パート面接の奥さん（19歳になる浪人中の息子の母親）に綾○レイのママ的コスプレさせてみた【中田氏】(8月1日、プラム)
- 映画館で卑猥な痴漢行為 ハレンチな妻 こんな変態女見たこともない! (8月13日、ながえSTYLE) 他出演:水元恵梨香
- 絶倫老人たちに孕ませ輪姦されイキまくる巨乳嫁 V (12月2日、クリスタル映像/NITRO)
- R68 男68歳にして華やぐ 喜びも悲しみも幾星霜 (12月7日、SODクリエイト)

2018年
- 同窓会で泥酔して終電を逃した妻との連絡が途絶えたので、変な男に寝取られて中出しされてるんじゃないかと僕は心配している。 (1月19日、ミセスの素顔/エマニエル)
- ぽっちゃり爆乳熟女 2 10人（1月12日、なでしこ）他出演:西山あさひ、早野いちか、本間麗花、北井杏樹、松坂美紀、前園希美、向井雫、塚田詩織、九条さやか
- 爆乳でパツパツになったニットを見せつけ誘惑してくる生意気そうな意識高い系30代独身メガネOL。欲求不満だったらしく… 成澤ひなみ（1月13日、EROTICA）
- ローション・オイルまみれの巨乳レズBEST4時間（2月1日、U&K）他出演:冬木舞、二階堂ゆり、天海しおり、逢沢はるか、松坂美紀、宮部涼花、香澄莉緒、八木あずさ、塚田詩織、真鍋あや、彩奈リナ、三喜本のぞみ、桐島美奈子、桐島綾子、真白蘭、円城ひとみ、加山なつこ、桜木かおり、藤本梨花、桃宮もも
- 酔うとキス魔になる奥さん 普段は固い性格なのに、酒を飲むと僕に甘えまくって隣の部屋に旦那がいるにも関わらずベロチュウをせがみまくる！（2月7日、かぐや姫Pt/妄想族）他出演:八咲唯、新堂有望
- 男穴～だんけつ～ 【穴という穴を女に犯される】 成澤ひなみ（2月13日、M男パラダイス）
- 恥辱の美魔女見世物調教　成澤ひなみ（2月25日、AVSCollector’s）
- M男が肉便器になりたそうに【成澤ひなみ】を見ている。（2月25日、MEGAMI）
- 「おばさんの私が下着を盗まれるなんて…」自分を女として見てくれるというだけで人妻は発情してしまうので中出しセックスのハードルが低い！（3月7日、かぐや姫Pt/妄想族）他出演:八咲唯、新堂有望
- ザ☆サテン痴女 手コキ男犯 02 連射・男の潮吹き・亀頭ドライ・尿道・睾丸責め（3月25日、MEGAMI）他出演:池上まひろ、真木今日子、森下美緒
- 本番もお持ち帰りもできる喫茶店 成澤ひなみ（4月7日、ルビー）
- 何でも言いなりになるむっちり色白スケベな身体、バツイチマゾ熟女のイキまくり濃厚ザーメン中出しSEX！ 成澤ひなみ（4月19日、美人魔女/エマニエル）
- 官能ドラマ 濃厚密着不倫セックスに溺れてしまう人妻たち（4月27日、グラフィティジャパン）他出演:花島瑞江、月白さゆり
- 夫に睡眠薬、夫の部下には強力勃起薬をこっそり飲ませて誘惑し何度も強制射精させる淫乱発情妻！2（5月11日、プレステージ）他出演:真木今日子、武藤あやか
- レズビアンに寝取られた人妻たち　BEST（5月13日、U&K）他出演:成宮いろは、天海しおり、八咲唯、古川祥子、大宮明江、井上綾子、小池絵美子、羽生ありさ、佐伯かのん、竹内梨恵、潮見百合子、森下美緒、香澄莉緒、佳乃美冬、城崎桐子、京野美麗、新堂有望、本庄瞳、宮本紗央里、宮藤尚美、真白蘭、白藤ゆりえ
- 地味メガネOL＆人妻のなまなましい営みBEST（5月13日、EROTICA）他出演:二階堂ゆり、羽生ありさ、相澤ゆりな、彩奈リナ
- ヘンリー塚本原作 卑猥 夫婦交換 あなたの奥様、天国へお連れ致します（5月13日、 FAプロ）共演:峰ゆり香
- 天然巨乳を揉む 立派に育ったボインたちを着衣と生で揉んで吸って徹底的にこねくり回した！（5月19日、タマネギ）

## 出演

### ウェブテレビ
- 矢口真里の火曜The NIGHT（2019年2月27日、AbemaTV）[4]‐インモラリスターとして